# Moctezuma (Sonora)
Moctezuma é um município do estado de Sonora, no México.